# Cotidiano
Cotidiano (português brasileiro) ou quotidiano (português europeu) é um conceito que possui muitas acepções e que são alvo de estudos em muitas áreas do conhecimento. A essas acepções, soma-se o modo como o cotidiano é vivenciado e pensado pelas pessoas. Comumente, essa vivência leva o cotidiano a ser assumido como aquilo que é habitual ao ser humano, ou seja, está presente na vivência do dia a dia. 

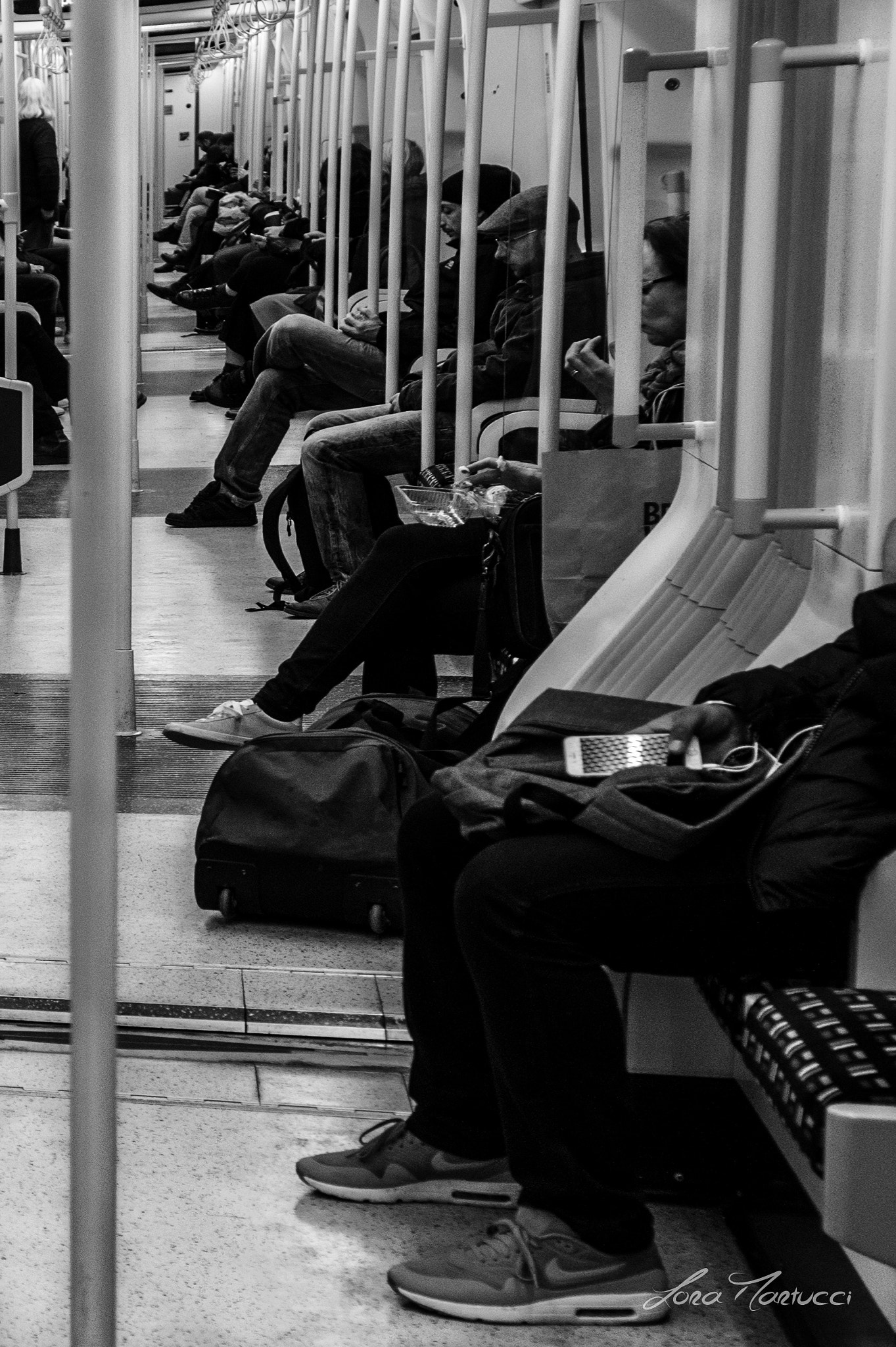
Em grandes centros urbanos, o uso do transporte público é algo presente no cotidiano de muitas pessoas.

Cotidiano pode indicar o tempo no qual se dá a vivência de um ser humano; bem como a relação espaço-temporal na qual se dá essa vivência.

## Abordagens sociológicas e filosóficas
Para além da Filosofia e da Sociologia, outras áreas disciplinares  têm procurado estudar o cotidiano como as Ciências da Comunicação e a História. Michel de Certeau, Henri Lefebvre e Erwin Goffman redigiram obras que abordam, especificamente, conceitos, aspectos e manifestações culturais ligada ao cotidiano. 